# Hobgoblin (canción)
«Hobgoblin» (en hangul, 도깨비) es una canción grabada por el grupo femenino surcoreano CLC, escrita por Hyuna junto a Seo Jaewoo, Big Sancho y Son Youngjin. Fue lanzada el 16 de enero de 2017 como la canción principal del quinto EP del grupo, Crystyle (2017). Un vídeo musical de la canción también fue lanzado el 16 de enero.
La canción representó un punto de inflexión para el grupo, con una imagen más oscura y sexy de la que habían mostrado en el pasado.

## Antecedentes y composición
El 10 de enero de 2017, CLC lanzó la primera imagen conceptual para su próximo regreso con su quinto miniálbum Crystyle, revelando que su canción principal se titularía «Hobgoblin». La imagen muestra una gama oscura casi de sombras y a las siete integrantes intentando esconderse con sus capuchas, pero se pueden ver vestidas con estilo hip hop, mostrando un concepto maduro y fuerte.
La canción fue escrita por Hyuna, la exmiembro de 4minute, junto a Seo Jaewoo, Big Sancho y Son Youngjin, y producida por estos tres últimos. También se reveló que Sorn, miembro del grupo, contribuyó a la letra, pero esto se realizó sin acreditarse.
Billboard la describió como una canción trap EDM y una secuela sónica de «Crazy» de 4minute, destacando sus "trampas frenéticas" y "raps dramatizados".

## Lanzamiento
La canción fue lanzada junto con el EP el 16 de enero de 2017, a través de varios portales de música, incluidos Melon e ITunes.

## Vídeo musical
El 17 de enero se lanzó «Hobgoblin» junto con su vídeo musical. La cantante Hyuna actuó como directora creativa del vídeo y ayudó a orquestar la coreografía de la canción. El 24 de enero se publicó a través de las redes sociales oficiales del grupo un vídeo especial de la coreografía, en el mismo escenario y con la misma vestimenta del vídeo oficial. El 28 de febrero, se publicó el vídeo de práctica, en donde las miembros lo hicieron vistiendo atuendos de animales.

## Promoción
CLC presentó «Hobgoblin» por primera vez el 18 de enero en el programa Show Champion del canal MBC Music, luego el 19 de enero de 2017 en el programa de televisión M! Countdown, el 20 de enero en Music Bank, luego el 21 de enero en Show! Music Core y el 22 de enero en el programa Inkigayo. La promoción continuó durante tres semanas más, repitiendo sus presentaciones en estos seis programas de música de Corea del Sur.
El 18 de mayo, CLC presentó la canción en el programa Simply K-Pop de Arirang TV.

## Rendimiento comercial
«Hobgoblin» encabezó la lista de K-pop de ITunes de los Estados Unidos, poco después de su lanzamiento. La canción alcanzó el puesto número 4 en la lista estadounidense World Digital Singles, siendo su primer sencillo en lograrlo. Además, la canción se convirtió en la más vendida hasta su momento en los Estados Unidos con 9.000 copias vendidas.

## Reconocimientos

### Premios y nominaciones
| Año  | Evento        | Premio            | Resultado | Ref.   |
| ---- | ------------- | ----------------- | --------- | ------ |
| 2018 | Soompi Awards | Mejor coreografía | Nominado  | [ 14 ] |

## Posicionamiento en listas
| Lista (2017)                             | Mejor posición |
| ---------------------------------------- | -------------- |
| USA (World Song Digital Sales Billboard) | 4              |

## Historial de lanzamiento
| País          | Fecha               | Formato                    | Sello                       | Ref.   |
| ------------- | ------------------- | -------------------------- | --------------------------- | ------ |
| Corea del Sur | 17 de enero de 2017 | Descarga digital streaming | Cube Entertainment, Kakao M | [ 16 ] |
| Varios        | 17 de enero de 2017 | Descarga digital streaming | Cube Entertainment, Kakao M | [ 16 ] |